# Abel Cahen
Abel Cahen, född i staden Geldrop i kommunen Geldrop-Mierlo i Nederländerna 1934, är en nederländsk arkitekt. 
Abel Cahen utbildade sig till arkitekt på Delfts tekniska universitet i Delft i Nederländerna. Han har undervisat på Gerrit Rietveldacademie i Amsterdam och Nederländska arkitekturinstitutet i Rotterdam. Han fick 1991 Rietveldpriset.
Abel Cahen var ansvarig för renovering av Judiska historiska museet i Amsterdam 1987. Detta museum fick 1989 Europarådets pris Council of Europe Museum Prize, vilket gavs dels med hänvisning till museets presentation av sina samlingar och dels för dess byggnaders yttre gestaltning. 
Abel Cahen är gift med teve-journalisten Sonja Barend (född 1940).

## Verk i urval
- 1968 Bostadshus på Singel 428, Amsterdam
- 1987 Restaurering av Judiska historiska museet i Amsterdam
- 1988 Kontorsbyggnaden Rijksgebouw voor Oudheidkundig Bodemonderzoek ("Kulturarvsmyndigheten"), Amersfoort
- 1991 Instituut voor Psychiatrische Dagbehandeling, Utrecht
- 2003 Utbyggnad av van Abbemuseum i Eindhoven